# Xã Tamarac, Quận Marshall, Minnesota
Xã Tamarac (tiếng Anh: Tamarac Township) là một xã thuộc quận Marshall, tiểu bang Minnesota, Hoa Kỳ. Năm 2010, dân số của xã này là 71 người.